# 尾上久雄
尾上 久雄（おのえ ひさお、1923年3月20日 - 2014年10月23日）は日本の経済学者。兵庫県姫路市出身。

## 経歴
- 姫路高等学校 (旧制)卒業
- 1947年東京帝国大学経済学部卒業[2]
- 関西学院大学教授
- 1965年：経済学博士（関西学院大学）。論文の題は「現代経済政策の理論と現実」[3]。
- 1966年：京都大学経済研究所教授
- 1974年 - 1978年、1983年 - 1986年：京都大学経済研究所所長
- 1986年：大阪産業大学教授
- 1990年 - 1991年度：滋賀大学学長
- 1994年：滋賀大学学長
- 1995年：滋賀大学名誉教授
- 2014年：老衰で死去、91歳[4][5]。
- その他：日本計画行政学会関西支部の顧問[6]、国際公共経済学会の初代会長・名誉会長・顧問[7]

## 著書
- 経済計画と構造的諸改革―イタリアの場合（岩波新書）
- 現代経済政策の理論と現実（関西学院大学経済学研究叢書）
- 経済政策論新版
- 経済開発の設計 Student Edition
- 現代の経済　経済学基礎セミナー新版